# Kaburé Esporte Clube
O Kaburé Esporte Clube é um clube brasileiro de futebol, sediado na cidade de Colinas do Tocantins, no estado do Tocantins.

## História
O Kaburé foi fundado no dia 5 de janeiro de 1985. Estiveram presentes na reunião de fundação do clube: Ewaldo Borges de Resende, José Eustáquio Pires, Eduardo de Assis Albuquerque, Juscelino Ferreira da Silva, Paulo Cesar Capel, João Branco de Moraes Sobrinho, Pedro Alves Chaves, José Carlos Ximenes Leão, José Gaspar Silva Morais, José Cândido, José Alves de Lima, José Nascimento Neto, José Messias, Inaldo G. Guimarães Filho, Claudson Santana Batista, Antônio Pereira dos Anjos, Nelson Alves Castro, Luiz Bispo Dias Noleto, Hamilton Fernandes Naves, Raimundo Costa, Ajuri Fernandes da Silva, Plínio Cesar Gracia, Roberto Batista, Wilson de Assis Sobrinho, Rubens Fernandes Marçal e Lucimar de Souza França. O primeiro presidente da história do Kaburé foi Ewaldo Borges de Resende.
Em 1989, o Kaburé foi campeão da primeira competição estadual amadora a ser realizada no Tocantins: a Copa Tocantins. Treinada por Wilson Tapuio, a equipe campeã era formada por: Gentil, Martins, Rubão, Rubinho e Lucimar; Babal, Giordany e Juscelino; Wilsinho, Mundeco e Sandro. Em 1991, sob o comando de Carlucio Divino, o Kaburé foi bicampeão da competição. A equipe bicampeã: Edinaldo, Elinho, Paixão, Rubinho e Martins; Juscelino, Babal e Giordany; Wilsinho, Paulo Dias e Josa.
Em dezembro de 1993, com o profissionalismo já tendo atingido o futebol tocantinense, o Kaburé conquistou a Copa Tocantins e obteve o direito de ser o primeiro representante do Tocantins na Copa do Brasil. A equipe, treinada por Amarildo, foi campeã vencendo o Intercap na prorrogação e estava assim formada: Marcinho, Luiano, Paixão, Alex e Vanderlei; Babalzinho, Gilberto e Luizinho; Taguá, Paulão e Juscelino.
Na Copa do Brasil de 1994, o Kaburé passou pelo América Mineiro na primeira fase, sendo eliminado pelo Comercial de Campo Grande na segunda. Ao conquistar novamente a Copa Tocantins no mesmo ano, garantiu nova participação na competição nacional.
Em 1995, o Kaburé eliminou o Maranhão na primeira fase e se despediu da segunda fase da Copa do Brasil com duas derrotas (0x1 e 0x8) para o Flamengo. No ano seguinte, conquistou mais uma vez a Copa Tocantins, vencendo o Tocantinópolis na final. Ainda em 1996, o clube realizou a melhor campanha de sua história no Campeonato Tocantinense, sagrando-se vice-campeão ao perder a decisão nos pênaltis para o Gurupi.
Em 1997, o Kaburé não passou da primeira fase da Copa do Brasil: empatou o primeiro jogo com a então vice-campeã brasileira Portuguesa em 1x1 e foi goleado no segundo por 8x0.
Em 2007, após dez anos sem disputar o campeonato estadual, terminou na quinta colocação da competição e só não se classificou para as semifinais por ter escalado o jogador Cassius de forma irregular. A vaga acabou ficando com o Gurupi, que havia sido derrotado nos pênaltis pelo Kaburé por 6 x 5. Após uma péssima campanha em 2009, o Kaburé foi rebaixado para a Segunda Divisão do Tocantinense.
.

## Títulos
| ESTADUAIS | ESTADUAIS                      | ESTADUAIS | ESTADUAIS         |
|           | Competição                     | Títulos   | Temporadas        |
| --------- | ------------------------------ | --------- | ----------------- |
|           | Campeonato Tocantinense Amador | 2         | 1989 e 1991       |
|           | Copa Tocantins                 | 3         | 1993, 1994 e 1996 |

- De 1989 a 1992 o campeonato foi disputado de forma amadora e não é reconhecido oficialmente pela Federação Tocantinense de Futebol como pertencente ao "Campeonato Tocantinense", mas os clubes consideram como título estadual. [7]

## Estatísticas

### Participações
|  | Participações em 2020 |

| Competição | Competição              | Temporadas | Melhor campanha                | Estreia | Última | P | R |
| Tocantins  | Campeonato Tocantinense | 10         | Campeão (1989 e 1991)          | 1989    | 2009   |   | 1 |
| Tocantins  | Segunda Divisão         | 3          | 8º colocado (2017)             | 2014    | 2018   | – |   |
| Brasil     | Série C                 | 2          | 19º colocado (1996)            | 1995    | 1996   | – | – |
| Brasil     | Copa do Brasil          | 2          | Oitavas-de-final (1994 e 1995) | 1994    | 1997   |   |   |

### Desempenho em competições oficiais
Campeonato Brasileiro (Série C)
| Ano  | 1995 | 1996 |
| Pos. | 87º  | 49º  |
| ---- | ---- | ---- |

Copa do Brasil
| Ano  | 1994 | 1995 | 1996 | 1997 |
| Pos. | 15º  | 16º  | —    | 35º  |
| ---- | ---- | ---- | ---- | ---- |

Campeonato Tocantinense
| Ano  |      |      |      | 1993 | 1994 | 1995 | 1996 | 1997 | 1998 | 1999 |
| Pos. |      |      |      | 4º   | 5º   | 3º   | 2º   | 4º   | —    | —    |
| Ano  | 2000 | 2001 | 2002 | 2003 | 2004 | 2005 | 2006 | 2007 | 2008 | 2009 |
| Pos. | —    | —    | —    | —    | —    | —    | —    | 5º   | 8º   | 9º   |
| ---- | ---- | ---- | ---- | ---- | ---- | ---- | ---- | ---- | ---- | ---- |

Campeonato Tocantinense (2ª Divisão)
| Ano  | 2014  | 2015 | 2016 | 2017 | 2018  |
| Pos. | 10º * | —    | —    | 8º   | 10º * |
| ---- | ----- | ---- | ---- | ---- | ----- |

* O time desistiu do campeonato e foi declarado derrotado por 3-0 (W.O.) em todos os jogos.
Legenda:
| Vice-campeão Rebaixado à divisão inferior |

## Símbolos

### Uniformes
| 1989 | 1990 | 1991 | 1992 | 1992 |